# Regrat
Regrat (znanstveno ime Taraxacum) je rod v biologiji obsegajoč 40 vrst in še 60 podvrst, ki se dobro razlikujejo medseboj. Regrat uspeva v zmerno toplih in hladnih pasovih. Za nekatere je značilna apogamija - nastanek semena brez predhodne oploditve.

## Razširjenost
V Evropi je najbolj razširjen navadni regrat (Taraxacum officinale).

## Vrste
- Taraxacum acutangulum
- Taraxacum albidum
- Taraxacum alpinum (alpski regrat)
- Taraxacum cordatum
- Taraxacum cucullatum (kapucasti regrat)
- Taraxacum erythrospermum
- Taraxacum hondoense
- Taraxacum japonicum
- Taraxacum kok-saghyz
- Taraxacum laevigatum (gladki regrat)
- Taraxacum magellanicum
- Taraxacum marklundii
- Taraxacum megalorhizon
- Taraxacum mongolicum
- Taraxacum officinale (navadni regrat)
- Taraxacum palustre (močvirski regrat)
- Taraxacum platycarpum
- Taraxacum serotinum (pozni regrat)
- Taraxacum sundbergii
- Taraxacum syriacum